# Rhodopina albomarmorata
Rhodopina albomarmorata là một loài bọ cánh cứng trong họ Cerambycidae.